# جيمي ميتشيل
جيمي ميتشيل (بالإنجليزية: Jimmy Mitchell)‏ (22 أكتوبر 1924 بغلاسكو في المملكة المتحدة - 1 يناير 2004) هو مدرب كرة قدم ولاعب كرة قدم بريطاني (وحمل سابقاً جنسية المملكة المتحدة لبريطانيا العظمى وأيرلندا) في مركز الظهير. لعب مع نادي أبردين ونادي كاودينبيث لكرة القدم ورابطة كرة القدم الاسكتلندية الحادية عشر ‏ ونادي كوينز بارك ونادي غرينوك مورتون.